# Chymsydia agasylloides
Chymsydia agasylloides är en växtart som är ensam art i släktet Chymsydia och familjen flockblommiga växter. Den beskrevs av Nicholas Michailovitj Albov som Selinum agasylloides och fick sitt nuvarande namn av Albov 1895.
Arten förekommer i Kaukasus.